# Rob Stewart (Filmproduzent)

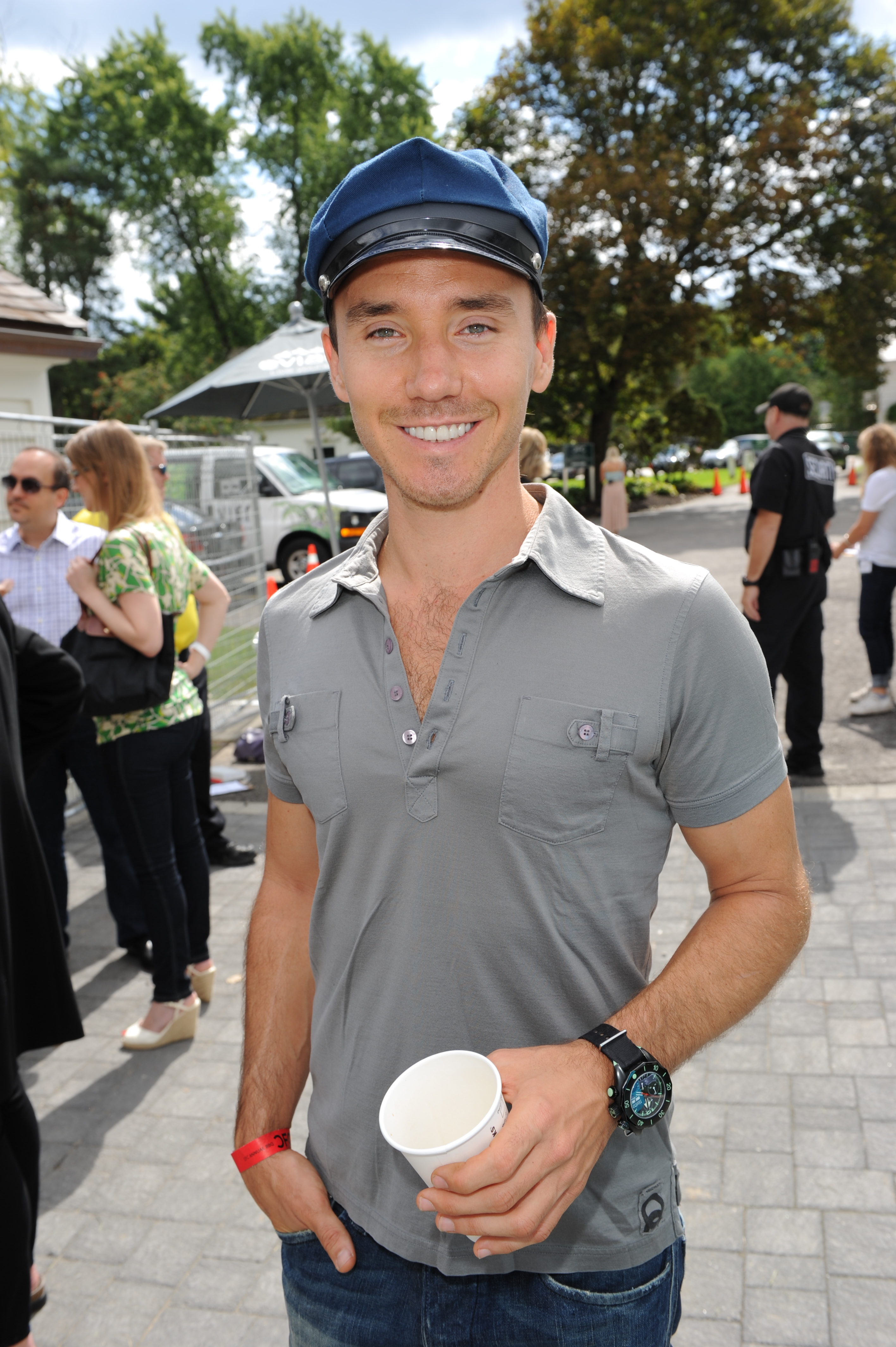
Rob Stewart, 2012

Rob Stewart (* 28. Dezember 1979 in Toronto, Ontario; † 31. Januar 2017 am Alligator Reef, Florida) war ein kanadischer Filmproduzent, Fotograf und Naturschutzbiologe.

## Leben
Stewart wuchs in Toronto auf. Mit dreizehn Jahren begann er mit der Fotografie und spezialisierte sich bald auf Unterwasserfotografie und -Videografie. Mit achtzehn Jahren begann Stewart als Tauchtrainer zu arbeiten, wurde später jedoch als Fotograf neben- und hauptberuflich für verschiedene Naturmagazine tätig. Stewart erwarb einen Bachelor-Abschluss in Biologie an der University of Western Ontario.
Später fand Stewart in Paul Watson, Gründer der Umweltschutzorganisation Sea Shepherd Conservation Society, einen Mentor. 2002 begleitete er die Crew der Ocean Warrior, um sie bei ihrem Kampf gegen illegalen Haifang zu filmen.

## Auszeichnungen
Für seinen Film Sharkwater – Wenn Haie sterben erhielt Stewart über 30 internationale Auszeichnungen, sein zweiter Film, Revolution, wurde 19 Mal ausgezeichnet. Stewart wurde für seine Werke mit dem Genesis Award (2009) und dem Environmental Vision Award (2008) ausgezeichnet.

## Tod
Ende Januar 2017 begab sich Stewart zusammen mit einer Crew und dem erfahrenen Tauchlehrer Peter Sotis auf einen Trip zum Alligator Reef, um Aufnahmen für seinen neuen Film Sharkwater: Extinction anzufertigen.
Nach zwei erfolgreichen Tauchgängen mit einem Kreislauftauchgerät, an dem Stewart keine Erfahrungen besaß, tauchte zunächst Sotis und kurze Zeit später Stewart ein drittes Mal auf. Sotis begab sich zuerst an Bord des Schiffs, wo er kollabierte und von der Crew mit Sauerstoff versorgt wurde. Nachdem sich die Aufregung gelegt hatte, fiel auf, dass Stewart verschwunden war. Eine sofort eingeleitete, großangelegte Suchaktion, bei der auch Hubschrauber, ein Flugzeug und ein ferngesteuertes Unterwasserfahrzeug zum Einsatz kamen, blieb erfolglos. Am 3. Februar um 16.30 Uhr Ortszeit, knapp 72 Stunden nach seinem Verschwinden, wurde die Suche beendet. Wenige Minuten später fand ein Tauchteam seine Leiche am Meeresboden, 90 Meter von seiner letzten bekannten Position in 65 Metern Tiefe.

## Publikation
- Sharkwater: The Photographs. Key Porter Books, Toronto 2007, ISBN 978-1-55263-971-9, (englisch).
- Sharkwater 2

## Film über Stewart
- Passion for Planet Dokumentarfilm, Deutschland, 2016, 97 Min., Buch und Regie: Werner Schuessler, Produktion: ¿are u happy? films, Indi Film, SWR, SRF, Reihe: natur exclusiv, Erstsendung: 23. August 2017 bei Das Erste, Inhaltsangabe von ARD, Vorschau bei SWR. Porträt der Tier- und Naturfilmer Rob Stewart, Jan Haft, Rita Banerji, Mark Shelley, Michael und Rita Schlamberger.